# 樹妖
樹妖、或树精、树怪，是一種神話裡面描述的妖怪。在中国神话中，树木也由于生存时间很长，所以得以采天地灵气，受日月之精华，从而变化成妖。

## 《玄中記》
《玄中記》云:“千岁树精为青羊，万岁树精为青牛，多出游人间。”

## 《搜神记》
在晋代干宝的作品《搜神记》中，有记载树成精后，其枝叶有治病的功效。另外搜神记还有关于柳树和槐树成精的故事。

## 《右台仙馆笔记》
《右台仙馆笔记》中，也有记载树怪的花和叶能治病。

## 《点石斋画报》
在《点石斋画报射》中，记载树怪从窗外伸进一只黑手，蔡某的弟弟给了片肉。但还不够，就再伸手进来，蔡某弟弟就给了点火的鞭炮。几秒后一个爆炸声响，出去一看发现院子里的银杏树被炸裂成两半。此故事的怪在水木茂的《中国妖怪事典》亦记作“树妖”

## 《西游记》
明代吴承恩所写的《西游记》中在《木仙庵》一回中也有关于松、柏、腊梅和杏成精的故事。分別是勁節十八公（松）、孤直公（柏）、凌空子（檜）、拂雲叟（竹），此外還有杏仙（杏）和赤身鬼（楓）。

## 《聊斋志异》
在中国比较有名的樹妖是《聊斋志异》倩女幽魂中的千年樹妖，而聶小倩這鬼魂便是由一被尊稱為姥姥的樹妖所控制。因為樹妖姥姥要增強法力及定時補充精氣，於是經常差遣聶小倩及其它女鬼把精壯男子勾引到它座下，然後吸乾那些男子的精元。

## 《封神演义》
封神演义里也有高明、高觉两树妖，其中高明是桃树化成的精怪，脸色青绿，满口獠牙。高觉则面似瓜皮，头顶有双角，是柳树化成的精怪，两者具是长在棋盘山轩辕庙旁的树精，在纣王广召能人勇士后，应着求才而登场，他们被分派到袁洪麾下。姜子牙在看出他们是精怪后，打算做法将高明和高觉的能力压制，但却不知为何被他们识破，因此毫无效果。于是杨戬独自一人向玉鼎真人求教，且为了防止情报外泄而没有告知任何人，玉鼎真人告知杨戬两人的来历，原来是轩辕庙里奉祀千里眼和顺风耳，高明和高觉便托其灵气而得以掌握千里内的大小事。杨戬回营后动员将士摇旗打锣，遮蔽两人的能力，李靖和雷震子也前去烧毁山上的桃树和柳树，失了正身的两人无路可逃，败战被杀。他们的灵魂虽然飞往封神台，但却没有被封为神祇。

## 《乌龙院》
乌龙院大长篇里，五老林的四小姐·樱、樱花小鬼为树妖。

## 《妖怪名单》
合欢为合欢树的树妖

## 参看
- 中国妖怪列表
- 樹人
- 野樹人
- 得律阿德斯